# 张太原
张太原（1961年4月—），男，汉族，山西汾阳人，中华人民共和国政治人物。吕梁师范专科学校、晋东南师范专科学校数学系数学专业毕业，北京联合大学商务学院投资经济专业本科班在职毕业，山西财经大学政治经济学专业在职经济学硕士学位，湖南大学工商管理学院工商管理专业在职管理学博士学位。

## 生平
1976年10月参加工作，1983年8月加入中国共产党。先后担任山西省人民政府办公厅正处级秘书、助理巡视员，国务院机关事务管理局房地产管理司巡视员、副司长、司长等职务。
2010年10月，任中共昆明市委副书记。2011年1月，任中共楚雄彝族自治州委书记。2015年2月，任云南省人民政府副省长、云南省公安厅厅长。2016年12月，任中共云南省委常委。2017年2月，兼任省委政法委书记。2021年1月，当选为云南省人大常委会副主任。